# بادن (مریلند)
بادن (به انگلیسی: Baden) شهری در ایالت مریلند کشور ایالات متحده آمریکا است که جمعیت آن در سرشماری سال ۲۰۱۰ میلادی، ۲٬۱۲۸ نفر بوده‌است.